# Старохворостанское сельское поселение
Старохворостанское сельское поселение — муниципальное образование в Лискинском районе Воронежской области.
Административный центр — село Старая Хворостань.

## Население
| 2010  | 2012  | 2013  | 2014  | 2015  | 2016  | 2017  |
| ----- | ----- | ----- | ----- | ----- | ----- | ----- |
| 2325  | ↘2270 | ↘2212 | ↘2175 | ↘2136 | ↘2103 | ↘2060 |
| 2018  |       |       |       |       |       |       |
| ↘2033 |       |       |       |       |       |       |

## Населённые пункты
В состав поселения входят 8 населённых пунктов:
1. село Старая Хворостань
2. село Аношкино
3. поселок Аношкино
4. хутор Осинки
5. хутор Прогонный
6. хутор Студёновка
7. село Селявное
8. хутор Титчиха

## Археология
Восточно-славянское Титчихинское городище у хутора Титчиха основано в IX веке.